# Émile Brisset
Pour les articles homonymes, voir Brisset.
Émile Brisset, né le 19 octobre 1844 à Paris et mort le 24 mai 1904 à Clermont-Ferrand, est un artiste peintre français.

## Biographie
Émile Jean Pierre Brisset est le fils d'Achille François Brisset et de Clarisse Henriette Florence Trancard.
Élève d'Alexandre Cabanel, il expose au Salon de 1870 à 1900.
Veuf de Berthe Anne Ybert, il épouse en secondes noces, en 1890, Marguerite Hermance Léontine de Neuchèze ; le peintre Paul-Léon Jazet est témoin du mariage.
Il meurt à son domicile à l'âge de 59 ans.

## Œuvres exposées aux Salons parisiens
- Indiens apaches enlevant des femmes blanches, dans la Sonora (Mexique), au Salon de 1870
- Reconnaissance de hussards prussiens, au Salon de 1874
- À la dernière marche , au Salon de 1876
- Un larcin, au Salon de 1876
- Portrait de Mme B., au Salon de 1879
- Une halte en forêt, au Salon de 1880
- Une batterie reçoit l’ordre de quitter ses retranchements ; décembre 1870, au Salon de 1883
- Prisonniers allemands amenés à un avant-poste ; novembre 1870, au Salon de 1884
- Le Lendemain de Frœschwiller ; août 1870, au Salon de 1885
- Engagement dans Clamart ; octobre 1870, au Salon de 1885
- Le Parlementaire ; décembre 1870, au Salon de 1886
- Une arrestation d'otages ; 1870, au Salon de 1887
- Face à face Une avant-garde de chasseurs à pied surprend, dans un village, un détachement de hussards prussiens, au Salon de 1888
- Halte aux grandes manœuvres ; manœuvres du 3e corps (1888), au Salon de 1889
- Le Repos après les manœuvres ; 8e corps (1889), au Salon de 1890
- Une visite aux manœuvres ; septembre 1891, au Salon de 1892
- La Dernière Gargousse, au Salon de 1893
- Les Dragons à Gravelotte ; 16 août 1870, au Salon de 1894
- Mural à Eylau, au Salon de 1896
- Avant la charge, au Salon de 1897
- Napoléon en campagne ; 1809 , au Salon de 1898
- Le Dernier Coup (1870) , au Salon de 1900

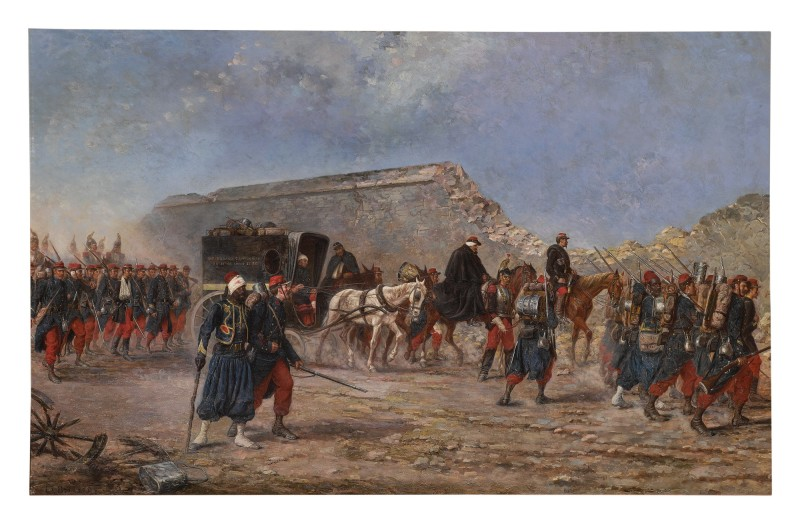
Le Jour après la bataille.
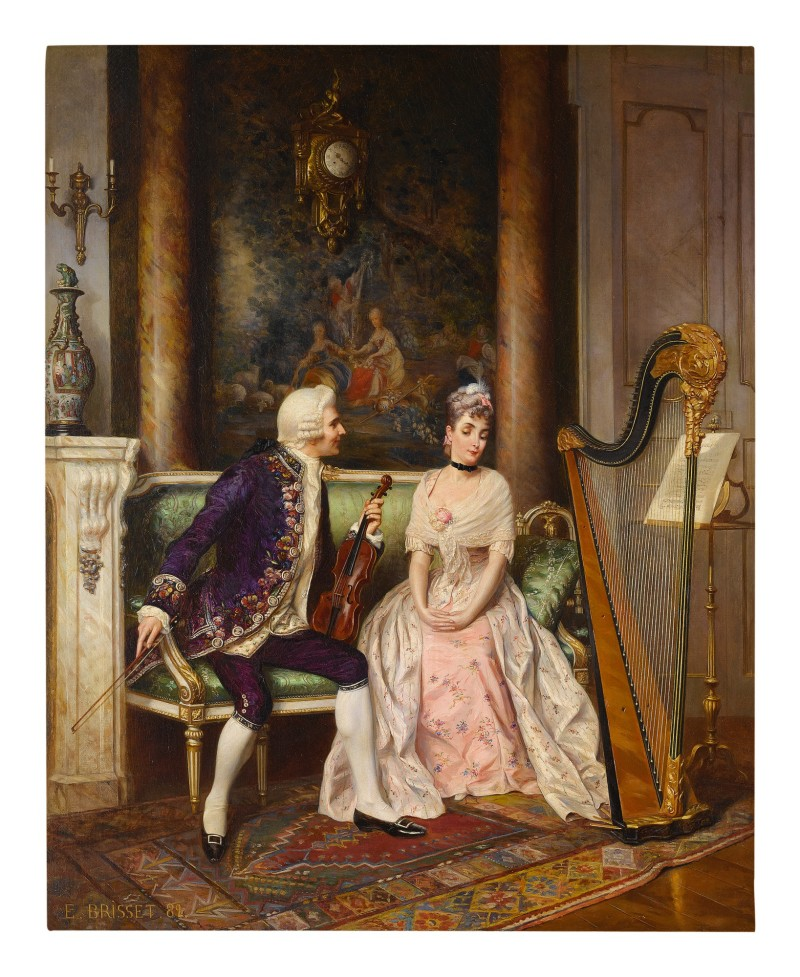
Andante.
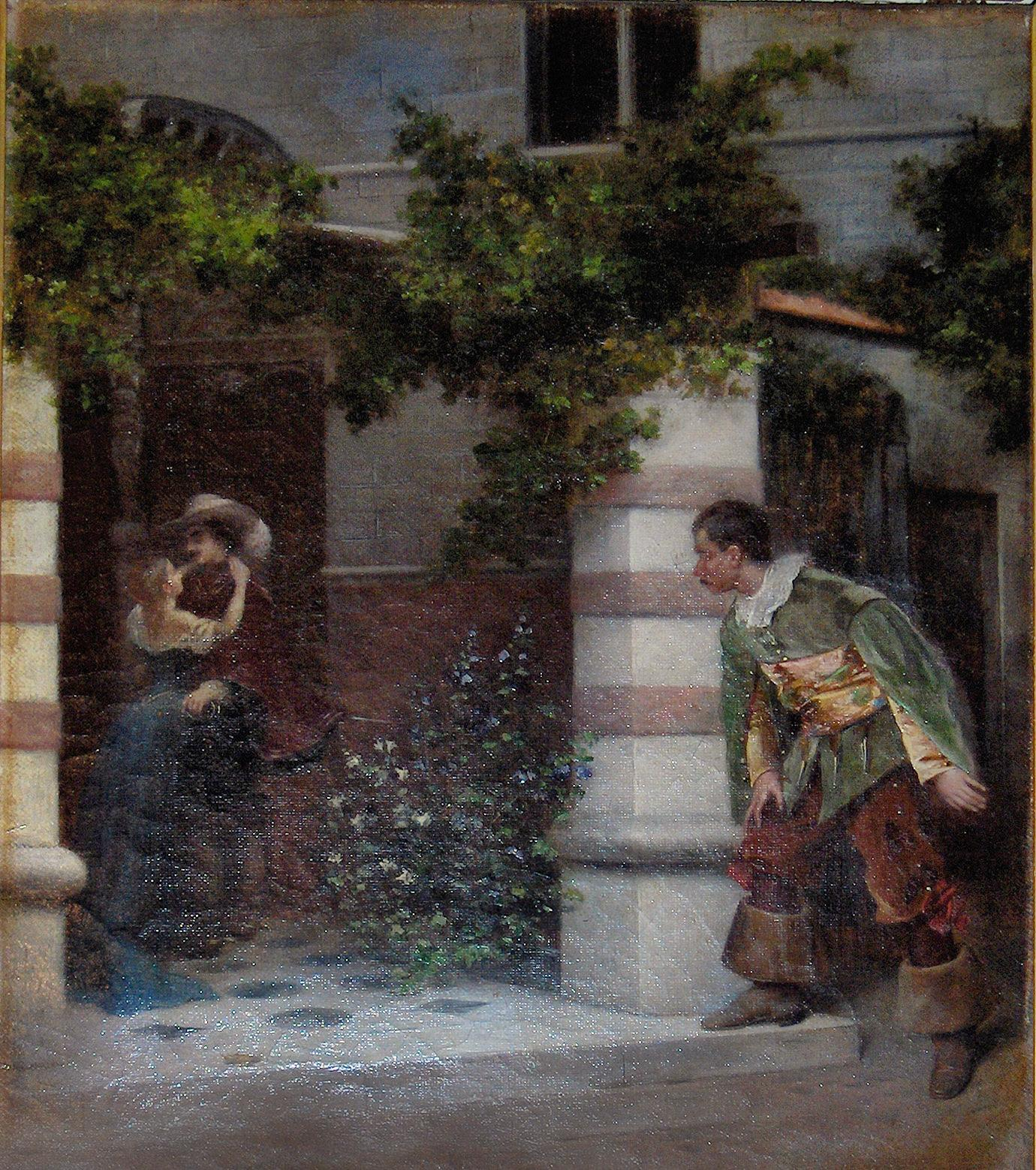
Le Baiser volé.